# PGC 12701
LEDA/PGC 12701 ist eine Balken-Spiralgalaxie vom Hubble-Typ SBm  im Sternbild Eridanus am Südsternhimmel. Sie ist schätzungsweise 79 Millionen Lichtjahre von der Milchstraße entfernt.  Gemeinsam mit NGC 1297, NGC 1300 und PGC 12680 bildet sie die NGC 1300-Gruppe.